# St. Martin (Ohio)
St. Martin è un census-designated place (CDP) degli Stati Uniti d'America, situato nello stato dell'Ohio, nella contea di Brown.